# Дубовой Володимир Михайлович
Дубовой Володимир Михайлович (нар. 28 січня 1955, Вінниця) — український науковець, доктор технічних наук, професор, заслужений діяч науки і техніки України, відмінник освіти України, старший член (Senior Member) міжнародного науково-технічного товариства IEEE, академік Міжнародної академії наук прикладної радіоелектроніки, голова комітету інформаційних систем Української федерації інформатики.

## Біографія
Володимир Михайлович Дубовой народився 28 січня 1955 р. у м. Вінниця
- 1973-1978 навчання у Вінницькому політехнічному інституті на спеціальності "Автоматика і телемеханіка".

- 1978 - закінчив факультет автоматики та обчислювальної техніки Вінницького політехнічного університету.

- 1978-1999 - працює у Вінницькому політехнічному інституті (нині — Вінницький національний технічний університет) інженером, науковим співробітником, старшим викладачем, доцентом, професором кафедри Автоматики та інформаційно-вимірювальної техніки.

- 1983 - захист кандидатської дисертації «Адаптивні пристрої контролю витрат гетерогенних матеріалів»,

- 1997 - захист докторської дисертації «Розробка операційного методу моделювання динаміки інформаційних потоків в розподілених вимірювальних інформаційних системах».

- 1999-2022 — завідувач кафедри Комп'ютерних систем управління ВНТУ.

## Наукові ступені
1983 - кандидат технічних наук. Тема кандидатської дисертації "Адаптивные устройства контроля расхода гетерогенных материалов". В цей період ним було проведено комплекс досліджень та отримано нові наукові результати в розвитку методів моделювання та проектування пристроїв вимірювання та контролю.
1989 - доцент кафедри автоматики і інформаційно-вимірювальної техніки ВНТУ
1997 - доктор технічних наук. Тема докторської дисертації "Разработка операторного метода моделирования динамики информационных потоков в распределенных измерительных информационных системах".
2001 - професор кафедри комп'ютерних систем управління.

## Звання та нагороди
- 2000 - Почесна грамота Міністерства освіти України за плідну роботу з обдарованою студентською молоддю та значний внесок у підготовку і проведення Всеукраїнської студентської олімпіади 1999/2000 навчального року

- 2001 - Почесна грамота Міністерства освіти України за плідну роботу з обдарованою студентською молоддю та значний внесок у підготовку і проведення Всеукраїнської студентської олімпіади 2000/2001 навчального року

- 2002 - Почесна грамота Міністерства освіти і науки України за плідну роботу з обдарованою студентською молоддю та значний внесок у підготовку і проведення Всеукраїнської студентської олімпіади 2001/2002 навчального року

- 2006 - Почесна грамота Міністерства освіти  науки України наукового керівника переможця Всеукраїнського конгресу студентських наукових робіт з природничих, технічних і гуманітарних наук 2005/2006 навчального року з напрямку "Інформатика і кібернетика"

- 2006 - Почесна грамота Вінницької обласної адміністрації та обласної Ради за багаторічну сумлінну працю, особистий внесок у розвиток національної освіти, плідну наукову діяльність та з нагоди Дня науки

- 2006 - академік Міжнародної Академії наук прикладної радіоелектроніки.

- 2008 - Грамота Міністерства освіти і науки наукового керівника переможця Всеукраїнського конгресу студентських наукових робіт з природничих, технічних і гуманітарних наук 2007/2008 навчального року з напрямку "Інформатика і кібернетика"

- 2010 - нагороджено нагрудним знаком МОН України «Відмінник освіти України»

- 2019 - нагороджено почесним званням "Заслужений діяч науки і техніки України" [1][2]

## Напрями педагогічної роботи
Викладає курси:
- Ідентифікація та моделювання технологічних об'єктів
- Теорія систем та системний аналіз
- Моделювання та оптимізація складних систем
- Методи управління в комплексних розгалужених системах та мережах

Під керівництвом В. М. Дубового захищено 1 докторська, 11 кандидатських дисертацій та більше 20 магістерських кваліфікаційних робіт.

## Головний науковий напрямок
Моделювання, дослідження та проектування складних інформаційних систем в умовах невизначеності.

## Участь у державних та міжнародних програмах та проектах
- Исследование процессов преобразования информационно-энергетических характеристик сигналов с целью анализа, синтеза и оптимизации измерительных устройств и систем на основе информационно-энергетических критериев;
- Розробка теорії та методів оптимальних рішень в умовах комбінованої невизначеності;
- Розробка методів та засобів прийняття рішень при управлінні технологічними процесами, що розгалужуються, в умовах невизначеності
- Розробка теорії та алгоритмічних засобів моделювання та дослідження розподілених інформаційних систем
- MASTIS — Establishing Modern Master-level Studies in Information Systems

## Громадська діяльність
- Експерт з акредитації і ліцензування ДАК України з напряму «Системна інженерія»;
- Голова або член журі ІІ туру Всеукраїнської олімпіади «Системи управління і автоматики» та «Автоматизація та комп'ютерно-інтегровані технології» 2000—2015 років;
- Безпосередній організатор низки міжнародних конференцій «Контроль і управління в складних системах» на базі ВНТУ у 2001—2015 роках і «Автоматика» у 2007 рр.;
- Заступник голови спеціалізованої ради в ВНТУ Д 05.052.01 по захисту кандидатських і докторських дисертацій;
- Член редколегій журналів «Вісник Вінницького політехнічного інституту», «Інформаційні технології та комп'ютерна інженерія», «Оптоелектронні інформаційно-енергетичні технології», «Наукові праці ВНТУ»;
- Голова комітету «Інформаційні системи» Української федерації інформатики;
- Голова Вінницького відділення міжнародного наукового товариства IEEE.

## Основні публікації
В. М. Дубовой є автором біля 250 наукових праць та винаходів, 18 книг (монографій, навчальних посібників), 20 винаходів.
1. Дубовой В. М. Моделювання систем керування в умовах невизначеності [Архівовано 5 листопада 2016 у Wayback Machine.]: монографія. / О. В. Глонь, В. М. Дубовой — Вінниця: УНІВЕРСУМ-Вінниця, 2004—169 с.
2. Дубовой В. М. Контроль та керування в мережах теплопостачання: Монографія. / В. М. Дубовой, В. В. Кабачій, Ю. М. Паночишин — Вінниця: УНІВЕРСУМ-Вінниця, 2005. — 190 с.
3. Дубовой В. М. Моделі прийняття рішень в управлінні розподіленими динамічними системами [Архівовано 5 листопада 2016 у Wayback Machine.]: Монографія / Дубовой В. М., Ковалюк О. О. — Вінниця: Універсум-Вінниця, 2008. — 185 с.
4. Дубовой В. М. Оптимізація підсистем збору даних АСУТП в умовах комбінованої невизначеності [Архівовано 8 листопада 2016 у Wayback Machine.]: Монографія. / Дубовой В. М., Никитенко О. Д. — Вінниця: УНІВЕРСУМ-Вінниця, 2011. — 169 c.
5. Прийняття рішень в управлінні розгалуженими технологічними процесами: монографія. / В. М. Дубовой, Г. Ю. Дерман, І. В. Пилипенко, М. М. Байас. — Вінниця: ВНТУ, 2013. — 223 c. [Архівовано 20 грудня 2016 у Wayback Machine.]
6. Контроль та керування в мережах теплопостачання. Монографія/ В. М. Дубовой, В. В. Качачій, Ю. М. Паночишин — Вінниця: УНІВЕРСУМ-Вінниця, 2005 [Архівовано 20 грудня 2016 у Wayback Machine.]
7. Bayas M. S. Efficient Resources Allocation in Technological Processes Using Genetic Algorithm [Електронний ресурс] / Marcia Bayas Sampedro, V.M. Dubovoy.  // Middle-East Journal of Scientific Research — 2013- 14 (1)- DOI: 10.5829/idosi.mejsr.2013.14.1.16313 — Режим доступу:http://www.idosi.org/mejsr/mejsr14%281%2913/1.pdf [Архівовано 31 грудня 2016 у Wayback Machine.]
8. Coordination in serial-parallel image processing / Waldemar Wójcik ; Vladymyr M. Dubovoi ; Marina E. Duda ; Ryszard S. Romaniuk ; Laura Yesmakhanova, et al./ Proc. SPIE 9816, Optical Fibers and Their Applications 2015, 981616 (December 18, 2015); doi:10.1117/12.2229006; http://dx.doi.org/10.1117/12.2229006 [Архівовано 20 грудня 2016 у Wayback Machine.]
9. Synthesis of the control algorithm of cyclicity for branched technological process/ Vladimir M. Dubovoi; Inna V. Pylypenko; Waldemar Wójcik and Saltanat Sailarbek/ Proc. SPIE 9816, Optical Fibers and Their Applications 2015, 981620 (December 18, 2015); doi:10.1117/12.2229191; http://dx.doi.org/10.1117/12.2229191
10. Optimization of hierarchical management of technological processes/ Marcia M. Bayas ; B. M. Dubovoy ; Jibek Shegebaeva and Konrad Gromaszek/ Proc. SPIE 9816, Optical Fibers and Their Applications 2015, 981622 (December 18, 2015); doi:10.1117/12.2229201; http://dx.doi.org/10.1117/12.2229201
11. Дубовой В. М. Оптимізація параметрів СППР при управлінні розгалуженим технологічним процесом [Електронний ресурс] / В. М. Дубовой, І. В. Пилипенко // Інформаційні технології та комп'ютерна інженерія. — 2012. — № 2. — С. 18-25. — Режим доступу: http://ir.lib.vntu.edu.ua/handle/123456789/3784 [Архівовано 8 листопада 2016 у Wayback Machine.]
12. Дубовой В. М. Оцінювання ризику розгалужено-циклічних технологічних процесів / В. М. Дубовой, І. В. Пилипенко, А. В. Денисов // Вісник ХНУ — Хмельницький: Вісник ХНУ.- 2011. — № 6.- С.165-168. [Архівовано 20 грудня 2016 у Wayback Machine.]
13. Дубовой В. М. Задачі прийняття рішень щодо управління розгалужено-циклічними технологічними процесами / В. М. Дубовой, І. В. Пилипенко, О. М. Циганенко // System Research and Information Technologies. — Київ: ННК;ІПСА; НТУУ;КПІ.- 2013.- 6 с.
14. Дубовой В. М. Марковська модель прийняття рішень при управлінні розгалужено-циклічними технологічними процесами / В. М. Дубовой, О. Д. Никитенко, І. В. Пилипенко // Вісник ВПІ. — № 6.- Вінниця: УНІВЕРСУМ-Вінниця. — 2012.- 11 с. [Архівовано 20 грудня 2016 у Wayback Machine.]
15. Дубовой В. М. Метод оцінки подібності вебсторінок [Електронний ресурс]/ В. М. Дубовой, О. Ю. Краковецький, О. В. Глонь // Оптико-електронні інформаційно-енергетичні технології. — 2008. — № 2. — С. 63-66. — Режим доступу: http://ir.lib.vntu.edu.ua/handle/123456789/3498 [Архівовано 20 грудня 2016 у Wayback Machine.]
16. Дубовой В. М. Застосування марковської моделі для аналізу впливу циклічності на управління розгалуженим технологічним процесом [Архівовано 8 листопада 2016 у Wayback Machine.] [Електронний ресурс] / В. М. Дубовой, І. В. Пилипенко, Р. С. Стець. // Наукові праці Вінницького національного технічного університету. — 2014. — № 4. — Режим доступу: http://nbuv.gov.ua/j-pdf/VNTUV_2014_4_12.pdf
17. Дубовой В. М. Перетворення випадкових процесів // ВНТУ